# 張曜孫
張曜孫（1808年—1863年），字仲遠，又字昇甫，晚號復生，江蘇陽湖人，清代政治人物和作家，

## 生平
曜孫從父居，後父親死，因貧僅能以行醫自給。道光二十三年（1843年）中舉，二十六年，任武昌知縣。咸豐元年補漢陽知縣，又昇漢陽同知。後來太平軍攻克漢陽武昌，曾想自殺未成。後胡林翼曾派他督糧道，同治二年，幫曾國藩管理營務，他建議在漢口向外國人收通商稅來充軍餉，至上海交涉卒於上海。
著有《謹言慎好之居詩》一八卷，《產朵集》二卷。另曾撰寫《續紅樓夢》而未完成。

## 家族
父張琦，山東館陶知縣。从父張惠言，文學家。
有一兄四姐，均有文才。潛心教育四姐張紈英的四個女兒，其中四位甥女以王采蘋最為傑出。